# كوفيا حلقية
كوفيا حلقية (الاسم العلمي: Cuphea annulata) هي نوع نباتي يتبع جنس الكوفيا من فصيلة الخثرية.